# 約瑟夫城 (亞利桑那州)
約瑟夫城（英語：Joseph City）是位於美國亞利桑那州納瓦霍縣的一個人口普查指定地區。根據2010年美國人口普查，該地人口為1386人，而該地的面積約為19.20平方千米。

## 地理
約瑟夫城的座標為34°57′21″N 110°20′02″W / 34.95583°N 110.33389°W，而該地最高點為海拔高度1537米（即5043英尺）。